# ぱわまゆ
『ぱわまゆ』は、榛名まおによる日本の4コマ漫画作品。『まんがくらぶ』『まんがライフMOMO』（竹書房）誌上で連載されていた。

## 概要
ペットショップ「プチガーデン」を舞台に、そこで働く姉妹と愛らしい動物達を描いた4コマ漫画作品。
ヒロインの動物好きかつ天然な行動や、愛らしい動物達の無邪気な行動がネタとなり、作者特有の愛らしい絵で描かれている。
単行本の最後には、同作者の読み切り作品「ぴーかん☆CLUB」が掲載されている。
作者にとって初の雑誌掲載作品。
『まんがくらぶ』（竹書房）誌上で2001年11月号から2003年3月号まで、『まんがライフMOMO』（竹書房）誌上で2004年6月号から2004年8月号まで連載された。単行本は全1巻。

## 登場人物
上倉まゆ
姉がオーナーを務めるペットショップ「プチガーデン」の店員。
短大を卒業してはいるが、言動にどこか幼さが残るやや天然気味の女の子。
非常に動物好きであり、それがため売れていく動物達を惜しんだり、仕事中も動物達と遊ぶなどの行動が多い。
思考や行動は常に動物ありきのものとなっていることが最も大きな特徴。
当然動物に対する知識は豊富であり、一瞥で種類を判別できたりもするのだが、なぜか動物にチョコレートを与えると中毒になることは知らなかった。
「トリミングには自信がある」と本人は主張するも、毎回失敗をしており、他の原因も重なって、トリミングを依頼する客がすっかりいなくなってしまった。
絵心が全く無いのだが、自覚が無い。その一方で、手品が出来るなど、意外な才能を持っていたりもする。
上倉つかさ
まゆの姉で、「プチガーデン」のオーナーを務めるしっかり者。
まゆの保護者的立場でもあり、作中の常識人でもある。
たった二人でペットショップを運営していながらも経営が順調であるのは彼女の能力によるところが大きい。
美蘭
一見すると中国人ではあるが、れっきとした日本生まれの日本育ち。
作中の終盤で「プチガーデン」でアルバイトとして登場する。
本名は「美山蘭子」で、略して「美蘭」。
中国が好きで拳法も出来る。喋り方もどこか漫画に登場する中国人キャラクターのステレオタイプを意識したものとなっている。
実は動物が苦手で、動物に慣れるために「プチガーデン」のアルバイト募集に応募した。

## 単行本
- 榛名まお『ぱわまゆ』 竹書房、既刊1巻
  1. （2004年9月16日発行）ISBN 4-8124-6011-5